# 587 v.Chr.

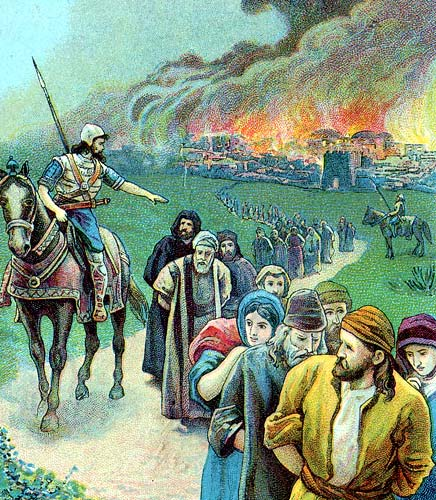
Christelijke verbeelding van een brandend Jeruzalem en deportatie van de Joden naar Babylon.

Het jaar 587 v.Chr. is een jaartal volgens de christelijke jaartelling.

## Gebeurtenissen

### Palestina
- Na een campagne van jaren (vanaf ± 601 v.Chr.) en een beleg van Jeruzalem verovert koning Nebukadnezar II van Babylonië het koninkrijk Juda, verwoest hij de Tempel van Salomo en voert hij de voornaamste joden die nog in Palestina waren gebleven in Babylonische ballingschap. Koning Sedekia van het koninkrijk Juda wordt gedwongen toe te kijken hoe zijn zoons worden geëxecuteerd. Vervolgens worden zijn ogen uitgestoken en wordt ook hij naar Babylon gedeporteerd.[1]
- Begin van de Joodse diaspora.

## Wetenschap
- In het drieperiodensysteem van de prehistorie geldt dit jaar als de overgang van de IJzertijd II naar IJzertijd III in Palestina.